# L'amore è una cosa meravigliosa
L'amore è una cosa meravigliosa (Love Is a Many-Splendored Thing) è un film del 1955 diretto da Henry King.

## Trama
Hong Kong, anni cinquanta. Il protettorato inglese è sotto pressione per la vicinanza con la Cina sconvolta dalla rivoluzione, dalla quale arrivano ondate di profughi. Han Suyin è una dottoressa anglo-cinese, che ha lasciato la Cina alla morte del marito e che dedica ora tutto il suo tempo all'ospedale. Una sera, ad un ricevimento, la donna incontra Mark Elliott, giornalista corrispondente. I due iniziano a frequentarsi e si innamorano al punto che, dopo qualche tempo, decidono di sposarsi. Vi sono però dei problemi: lei deve andare a chiedere il consenso alla famiglia d'origine, in Cina dove vive lo zio, patriarca della famiglia; lui invece è già sposato e deve andare in America per chiedere alla moglie di concedergli il divorzio. Il viaggio in Cina va bene, ma la sortita in America no: la moglie di Mark si rifiuta di lasciarlo libero.
I due continuano a vedersi, ma il fatto che Mark sia ancora sposato inizia a suscitare pettegolezzi e maldicenze presso gli occidentali che vivono ad Hong Kong e che rappresentano l'ambiente sociale di riferimento per la coppia. Le resistenze arrivano al punto che ad Han Suyin viene negato il rinnovo dell'internato in Ospedale, proprio mentre Mark viene inviato sul fronte della guerra di Corea. I due si scrivono mantenendo vivo il rapporto a distanza ma dopo qualche settimana arriva la notizia della morte di Mark.

## Colonna sonora
Il motivo conduttore, intitolato come il film, fu ripreso con gran successo dal trombettista Eddie Calvert nello stesso anno ed entrò nel repertorio di Frank Sinatra e in quello di Nat King Cole.

## Accoglienza
In Italia, con un incasso di quasi due miliardi di lire, fu il maggior successo della stagione 1955-56, davanti a La donna più bella del mondo.

## Riconoscimenti
- 1956 - Premio Oscar
  - Migliori costumi a Charles LeMaire
  - Miglior colonna sonora a Alfred Newman
  - Miglior canzone (Love Is A Many-Splendored Thing) a Sammy Fain e Paul Francis Webster
  - Candidatura Miglior film a Buddy Adler
  - Candidatura Miglior attrice protagonista a Jennifer Jones
  - Candidatura Migliore fotografia a Leon Shamroy
  - Candidatura Migliore scenografia a Lyle R. Wheeler, George W. Davis, Walter M. Scott e Jack Stubbs
  - Candidatura Miglior sonoro a Carlton W. Faulkner (20th Century Fox)
- 1956 - Golden Globe
  - Miglior film promotore di amicizia internazionale
- 1955 - Photoplay Award
  - Medaglia d'Oro